# Western Finncattle
La Länsisuomenkarja, detta anche Western Finncattle (in italiano bovino della Finlandia Occidentale) è una razza bovina di origine finlandese, con attitudine prevalente per la produzione di latte.

## Le origini
Le origini della Western Finncattle risiedono nelle antiche razze bovine che furono portate in Finlandia, si presume dalla zona baltica, circa 4300–5200 anni fa. Si ritiene che le greggi di bovini si siano ben stabilite durante l'Età del Bronzo 2500–3700 anni fa. Le Western Finncattle si differenziano da altri bovini europei sia da un punto di vista genetico sia per l'aspetto, poiché gli animali si sono adattati alle condizioni di vita del luogo e alle scelte di allevamento fatte dall'uomo.

## Storia recente
A metà del diciannovesimo secolo il gruppo Finncattle si era diviso in tre razze riconosciute e note oggi, oltre alla wester Finncattle vi sono infatti la Eastern Finncattle e la Northern Finncattle, ma con la crescente popolarità di razze importate il loro numero è diminuito in maniera significativa, raggiungendo un numero basso negli anni ottanta del ventesimo secolo. Le Western Finncattle furono registrate nei libri genealogici a partire dal 1906, ma le tre razze furono combinate nel 1947, e la razza Western fu selezionata come lo standard ufficiale della razza Finncattle. Tuttavia, i tre tipi rimangono distinti e oggi sono considerate razze separate, nonostante condividano un registro genealogico. 
Al momento il suo numero si attesta sui 4000 capi

## Caratteristiche morfologiche
Tutte le razze Finncattle sono di piccole dimensioni (con un peso medio nei capi adulti di 527 kg) rispetto ad altre razze più comuni, e tutte naturalmente prive di corna, anche se si distinguono nell'aspetto e nei livelli di produzione. La razza Western Finncattle è allevata sia per la produzione di latte sia di carne. 
Le Western Finncattle sono di colore dorato o marrone-beige con alcune macchie bianche.

## Caratteristiche produttive
Le vacche producono circa 6435 litri di latte per lattazione (a confronto, la razza Holstein produce una media di 8630 litri). Le Western Finncattle si sono adattate al clima finlandese meglio di altre razze bovine, e tendono a vivere a lungo e ad essere molto fertili. Il contenuto lipidico, in particolare quello di acidi grassi buoni, è più alto che in altre razze finlandesi. Le proteine del latte di Finncattle hanno molta Kappa Caseina di tipo B, che manca invece ad altri latti. Il latte di Finncattle ha inoltre migliori proprietà di coagulazione, che è vantaggioso per la produzione di formaggio, di vili (un prodotto simile allo yogurt ma con il latte acido) e di yogurt. Il latte di Finncattle è spesso venduto crudo direttamente dalle fattorie per essere consumato o trasformato ulteriormente, tuttavia la produzione è ridotta e i canali di distribuzione limitati. Altri produttori si specializzano nella produzione di carne.

## Conservazione
Oggi, oltre alla produzione casearia e di carne, le Finncattle sono utilizzate a scopo di ricerca e per la riproduzione, al fine di preservare questa razza autoctona e la biodiversità. La conservazione attiva di razze animali autoctone della Finlandia ha avuto inizio negli anni Settanta e nel 1984 il Ministro dell'Agricoltura e Scienze Forestali stabilì un gruppo di lavoro per una banca del gene per salvare queste razze, compresa la Western Finncattle. Oltre alle fattorie singole, le greggi di Finncattle sono state allevate in fattorie collegate a prigioni e istituti agrari. Oggi questa razza rischia l'estinzione per via del suo numero limitato, una mancata conoscenza da parte dei consumatori e politiche rurali che supportano altre produzioni su larga scala.